# Utetheisa brunneomarginata
Utetheisa brunneomarginata là một loài bướm đêm thuộc phân họ Arctiinae, họ Erebidae.